# Yakhchal

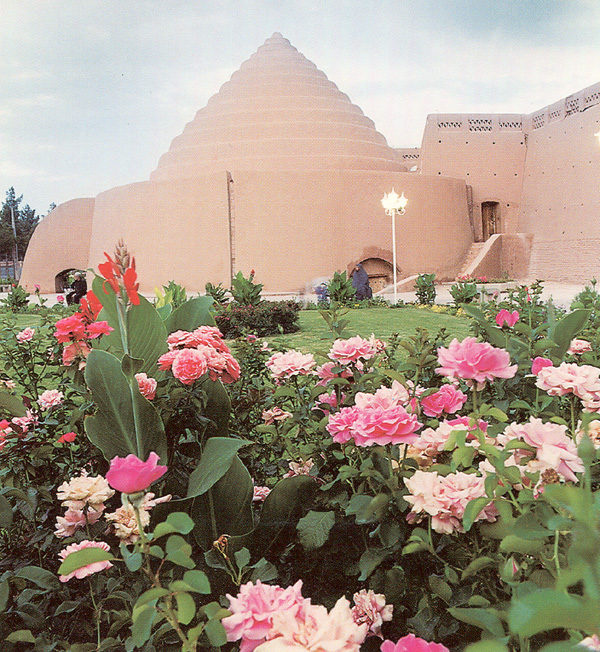
Een Yakh-chāl in de provincie Kerman.

Een yakh-chāl (Perzisch:  یخچال , betekent 'ijsruimte') is een Iraans type ijsruimte waar vroeger ijs geproduceerd en/of bewaard werd. Het woord yakh-chāl betekent ook gletsjer in het Perzisch.
Bovengronds heeft een yakh-chāl een conusvorm. Ondergronds bevindt zich de koelruimte. In tegenstelling tot "gewone" ijsruimtes steunt de yakhchal niet (enkel) op isolatie, maar wordt er ook gebruik gemaakt van verdampingskoeling. Zo kan er, in tegenstelling tot gewone ijsruimtes niet gewoon ijs bewaard worden, maar (in de winter) ook ijs geproduceerd worden. Het water wordt aangevoerd via een qanat (een ondergrondse aquaduct) en bevriest binnen de yakhchal. De lage temperaturen die hiervoor nodig zijn worden bereikt door de specifieke vorm van de yakhcal. Er stroomt koude lucht binnen via toegangen bij de basis van de structuur. De koude lucht zakt naar het laagste deel van de yakhchal, dat zich vaak onder de grond bevindt. Tegelijkertijd laat de hoge conische vorm van het gebouw toe dat de resterende warmte kan opstijgen en via de opening in de top wordt afgevoerd. Door dit actieve proces blijft de lucht in de yakhchal kouder dan de omgeving.
In sommige yakhchals werd er ook ijs gebracht van nabij gelegen bergen voor opslag of om de ijsproductie op gang te brengen. Naast ijs werd er ook vaak voedsel opgeslagen.
In het hedendaagse Iran zijn nog veel yakh-chāls overgebleven, al worden ze meestal niet meer gebruikt voor koeling. De yakh-chāls zijn als monument gerestaureerd.